# Foeksia de Miniheks
Foeksia de Miniheks is een kinderboekenpersonage en een door Johan Nijenhuis geregisseerde Nederlandse kinderfilm die op 6 oktober 2010 in première is gegaan. Het is gebaseerd op de boeken van Paul van Loon. De film werd voor een groot deel opgenomen in Zutphen, en ook zijn enkele scenes in Maastricht geschoten.

## Verhaal
Tovenaar Kwark vindt een ei in het Heksenbos. Uit dit ei komt een klein meisje, een miniheksje, dat hij Foeksia noemt. Foeksia mag naar de Heksenschool die geleid wordt door de moerasheks Juf Minuul. Minuul heeft al vijftig jaar een oogje op Kwark. Op school leert Foeksia wind maken en tovert ze met wolken waarbij de toverkunsten door overmoedigheid regelmatig fout gaan.
Foeksia gebruikt een handvegertje om mee te vliegen door het Heksenbos. Kwark heeft niets met de, volgens hem, gevaarlijke mensenwereld waar zijn dochter nieuwsgierig naar is. Nadat Foeksia in het bos het jongetje Tommie heeft gezien wint haar nieuwsgierigheid het van Kwarks waarschuwingen en zoekt ze Tommie op in de mensenstad. Foeksia zal samen met Tommie het Heksenbos moeten redden wanneer ze erachter komt dat Tommies oom Rogier het Heksenbos wil platgooien om er een snelweg aan te leggen.

## Rolverdeling
| Acteur                   | Personage  |
| ------------------------ | ---------- |
| Rachelle Verdel          | Foeksia    |
| Porgy Franssen           | Kwark      |
| Annet Malherbe           | Juf Minuul |
| Lorenso van Sligtenhorst | Tommie     |
| Marcel Hensema           | Oom Rogier |

## De boeken
Hoewel het eerste boek Foeksia de miniheks al in 1979 werd geschreven, duurde het tot 1989 voordat het eerste boek uitkwam. Eerst verschenen de verhalen in de Bobo. De twee boekjes uit 1989 (Foeksia de miniheks) en uit 1992 (Foeksia de Miniheks 2: alle Salamanders) werden tien jaar later door de uitgever Leopold gebundeld. Inmiddels zijn er een aantal voorleesboeken verschenen van het kinderboekenpersonage:
- Foeksia de miniheks (2002)
- Foeksia's miniheksenstreken (2003)
- Foeksia en de toverschaatsen (2005)
- Avonturen in het heksenbos (2012) met een vijftal nieuwe avonturen
- Foeksia en de spiegelheks (2012)
- Foeksia en de heksensoep (2013)
- Foeksia tovert met tijd (2013)
- Foeksia klaar voor de start (2013)
- Foeksia en de hoed van Sinterklaas (2013)
- Toverspreuken en heksenstreken (2014)
- Het verhaal "De verdwijnspreuk" uit "Toverspreuken en heksenstreken" werd later uitgegeven als: Foeksia en de mislukte toverspreuk (2015) en Foeksia en haar vrienden (2018)
- Foeksia en het Heksenfeest (2014)
- Foeksia en de Heksenhik-ik (2015)
- Foeksia's toverwinter (2015)
- Foeksia en het geheim van Kwark de tovenaar (2015)
- Foeksia en het Beestenfeest (2016)
- Foeksia en het Spookhuis (2017)
- Foeksia's allergrootste vriend (2018)
- Foeksia en de Bezembus (2019)
- Foeksia redt de natuur (2020)
- Foeksia en de Wensdag (2021)

Ook verscheen er in 2010 na de film Foeksia de miniheks - filmeditie. In deze uitgave zijn de verhalen uit de eerste drie Foeksiaboeken opgenomen, die ook in de film terugkomen. De meeste verhalen die niet zijn opgenomen maken wel deel uit van Avonturen in het heksenbos. In 2012 is ook het zelfleesboek Foeksia en de spiegelheks met korte nieuwe avonturen uitgebracht.